# C.J. Leslie
Pour les articles homonymes, voir Leslie.
Calvin « C.J. » Leslie, né le 25 juin 1991 à Holly Springs en Caroline du Nord, est un joueur américain de basket-ball.